# 马蹄香属
马蹄香属（学名：Saruma）是马兜铃科下的一个属，为多年生草本植物。该属仅有马蹄香（Saruma henryi）一种，分布于中国长江流域各省。